# Bisharatganj
Bisharatganj là một thị xã và là một nagar panchayat của quận Bareilly thuộc bang Uttar Pradesh, Ấn Độ.

## Nhân khẩu
Theo điều tra dân số năm 2001 của Ấn Độ, Bisharatganj có dân số 12.980 người. Phái nam chiếm 52% tổng số dân và phái nữ chiếm 48%. Bisharatganj có tỷ lệ 36% biết đọc biết viết, thấp hơn tỷ lệ trung bình toàn quốc là 59,5%: tỷ lệ cho phái nam là 45%, và tỷ lệ cho phái nữ là 25%. Tại Bisharatganj, 22% dân số nhỏ hơn 6 tuổi.